# Marie-Antoinette Katoto
Marie-Antoinette Oda Katoto (Colombes, 1º novembre 1998) è una calciatrice francese, attaccante dell'OL Lyonnes e della nazionale francese.

## Carriera

### Club
Dopo aver iniziato a giocare nel Colombes, squadra della sua città natale, nel 2011 Marie-Antoinette Katoto si trasferì al Paris Saint-Germain. Nel 2015 fece il suo esordio in Division 1 nelle ultime due giornate di campionato e alla prima partita realizzò la sua prima rete in massima serie. Nello stesso anno esordì in UEFA Champions League negli ultimi minuti della semifinale di ritorno vinta contro il Wolfsburg. Nella stagione 2015-2016 si alternò tra la prima squadra e la squadra Under-19, mentre dalla stagione 2016-2017 è entrata appieno a far parte della prima squadra. Al termine del campionato 2017-2018, concluso con 21 reti realizzante in 21 presenze, migliore marcatrice del Paris Saint-Germain, ha vinto il premio UNFP come migliore giovane del torneo.
Il 4 settembre 2024, viene inserita nella lista delle trenta candidate al Pallone d'Oro femminile.

### Nazionale
Con la maglia della Francia under 17 ha disputato il campionato europeo di categoria nel 2015, raggiungendo le semifinali. Nel 2016 ha fatto parte della Francia under 19 che ha vinto il campionato europeo di categoria, realizzando sei reti, di cui tre contro la Slovacchia e la seconda rete nella finale contro la Spagna. Grazie alle prestazioni offerte nel torneo è entrata a parte della squadra del torneo ed è stata nominata migliore giocatrice del torneo. Il 10 novembre 2018 ha fatto il suo esordio con la nazionale maggiore nell'amichevole vinta per 3-1 sul Brasile, entrando in campo al 66º minuto al posto di Delphine Cascarino.

## Statistiche

### Presenze e reti nei club
Statistiche aggiornate al 30 maggio 2025.
| Stagione                   | Squadra                    | Campionato                 | Campionato | Campionato | Coppe nazionali | Coppe nazionali | Coppe nazionali | Coppe continentali | Coppe continentali | Coppe continentali | Altre coppe | Altre coppe | Altre coppe | Totale | Totale |
| Stagione                   | Squadra                    | Comp                       | Pres       | Reti       | Comp            | Pres            | Reti            | Comp               | Pres               | Reti               | Comp        | Pres        | Reti        | Pres   | Reti   |
| -------------------------- | -------------------------- | -------------------------- | ---------- | ---------- | --------------- | --------------- | --------------- | ------------------ | ------------------ | ------------------ | ----------- | ----------- | ----------- | ------ | ------ |
| 2014-2015                  | Paris Saint-Germain        | D1                         | 2          | 1          | CF              | 0               | 0               | UWCL               | 1                  | 0                  | -           | -           | -           | 3      | 1      |
| 2015-2016                  | Paris Saint-Germain        | D1                         | 7          | 3          | CF              | 1               | 0               | UWCL               | 2                  | 0                  | -           | -           | -           | 10     | 3      |
| 2016-2017                  | Paris Saint-Germain        | D1                         | 7          | 6          | CF              | 1               | 1               | UWCL               | 2                  | 0                  | -           | -           | -           | 10     | 7      |
| 2017-2018                  | Paris Saint-Germain        | D1                         | 21         | 21         | CF              | 6               | 5               | -                  | -                  | -                  | -           | -           | -           | 27     | 26     |
| 2018-2019                  | Paris Saint-Germain        | D1                         | 20         | 22         | CF              | 3               | 3               | UWCL               | 6                  | 5                  | -           | -           | -           | 29     | 30     |
| 2019-2020                  | Paris Saint-Germain        | D1                         | 16         | 16         | CF              | 4               | 3               | UWCL               | 4                  | 5                  | SF          | 1           | 0           | 25     | 24     |
| 2020-2021                  | Paris Saint-Germain        | D1                         | 19         | 21         | CF              | 1               | 0               | UWCL               | 6                  | 4                  | -           | -           | -           | 26     | 25     |
| 2021-2022                  | Paris Saint-Germain        | D1                         | 21         | 18         | CF              | 5               | 7               | UWCL               | 7                  | 7                  | -           | -           | -           | 33     | 32     |
| 2022-2023                  | Paris Saint-Germain        | D1                         | -          | -          | CF              | -               | -               | UWCL               | -                  | -                  | -           | -           | -           | -      | -      |
| 2023-2024                  | Paris Saint-Germain        | D1                         | 20         | 11         | CF              | 2               | 1               | UWCL               | 11                 | 7                  | -           | -           | -           | 33     | 19     |
| 2024-2025                  | Paris Saint-Germain        | PL                         | 20         | 12         | CF              | 3               | 0               | UWCL               | 2                  | 0                  | -           | -           | -           | 25     | 12     |
| Totale Paris Saint-Germain | Totale Paris Saint-Germain | Totale Paris Saint-Germain | 153        | 131        |                 | 26              | 20              |                    | 41                 | 28                 |             | 1           | 0           | 221    | 171    |
| Totale carriera            | Totale carriera            | Totale carriera            | 153        | 131        |                 | 26              | 20              |                    | 41                 | 28                 |             | 1           | 0           | 221    | 171    |

### Cronologia presenze e reti in nazionale
| Cronologia completa delle presenze e delle reti in nazionale ― Francia | Cronologia completa delle presenze e delle reti in nazionale ― Francia | Cronologia completa delle presenze e delle reti in nazionale ― Francia | Cronologia completa delle presenze e delle reti in nazionale ― Francia | Cronologia completa delle presenze e delle reti in nazionale ― Francia | Cronologia completa delle presenze e delle reti in nazionale ― Francia | Cronologia completa delle presenze e delle reti in nazionale ― Francia | Cronologia completa delle presenze e delle reti in nazionale ― Francia |
| Data                                                                   | Città                                                                  | In casa                                                                | Risultato                                                              | Ospiti                                                                 | Competizione                                                           | Reti                                                                   | Note                                                                   |
| ---------------------------------------------------------------------- | ---------------------------------------------------------------------- | ---------------------------------------------------------------------- | ---------------------------------------------------------------------- | ---------------------------------------------------------------------- | ---------------------------------------------------------------------- | ---------------------------------------------------------------------- | ---------------------------------------------------------------------- |
| 10-11-2018                                                             | Nizza                                                                  | Francia                                                                | 3 – 1                                                                  | Brasile                                                                | Amichevole                                                             | -                                                                      | 66’                                                                    |
| 19-1-2019                                                              | Le Havre                                                               | Francia                                                                | 3 – 1                                                                  | Stati Uniti                                                            | Amichevole                                                             | 1                                                                      | 69’                                                                    |
| 28-2-2019                                                              | Laval                                                                  | Francia                                                                | 0 – 2                                                                  | Germania                                                               | Amichevole                                                             | -                                                                      |                                                                        |
| 4-3-2019                                                               | Tours                                                                  | Francia                                                                | 6 – 0                                                                  | Uruguay                                                                | Amichevole                                                             | -                                                                      | 64’                                                                    |
| 4-10-2019                                                              | Nîmes                                                                  | Francia                                                                | 4 – 0                                                                  | Islanda                                                                | Amichevole                                                             | -                                                                      | 86’                                                                    |
| 8-10-2019                                                              | Şımkent                                                                | Kazakistan                                                             | 0 – 3                                                                  | Francia                                                                | Qual. Euro 2022                                                        | 1                                                                      | 68’                                                                    |
| 9-11-2019                                                              | Bordeaux                                                               | Francia                                                                | 6 – 0                                                                  | Serbia                                                                 | Qual. Euro 2022                                                        | 1                                                                      | 46’                                                                    |
| 4-3-2020                                                               | Calais                                                                 | Francia                                                                | 1 – 0                                                                  | Canada                                                                 | Tournoi de France 2020                                                 | -                                                                      | 84’                                                                    |
| 10-3-2020                                                              | Valenciennes                                                           | Francia                                                                | 3 – 3                                                                  | Paesi Bassi                                                            | Tournoi de France 2020                                                 | -                                                                      | 77’                                                                    |
| 18-9-2020                                                              | Subotica                                                               | Serbia                                                                 | 0 – 2                                                                  | Francia                                                                | Qual. Euro 2022                                                        | -                                                                      |                                                                        |
| 22-9-2020                                                              | Skopje                                                                 | Macedonia del Nord                                                     | 0 – 7                                                                  | Francia                                                                | Qual. Euro 2022                                                        | 2                                                                      | 52’                                                                    |
| 23-10-2020                                                             | Orléans                                                                | Francia                                                                | 11 – 0                                                                 | Macedonia del Nord                                                     | Qual. Euro 2022                                                        | -                                                                      | 68’                                                                    |
| 27-10-2020                                                             | Wiener Neustadt                                                        | Austria                                                                | 0 – 0                                                                  | Francia                                                                | Qual. Euro 2022                                                        | -                                                                      | 86’                                                                    |
| 27-11-2020                                                             | Guingamp                                                               | Francia                                                                | 3 – 0                                                                  | Austria                                                                | Qual. Euro 2022                                                        | 2                                                                      | 84’                                                                    |
| 1-12-2020                                                              | Vannes                                                                 | Francia                                                                | 12 – 0                                                                 | Kazakistan                                                             | Qual. Euro 2022                                                        | 2                                                                      | 46’                                                                    |
| 9-4-2021                                                               | Caen                                                                   | Francia                                                                | 3 – 1                                                                  | Inghilterra                                                            | Amichevole                                                             | 1                                                                      |                                                                        |
| 13-4-2021                                                              | Le Havre                                                               | Francia                                                                | 0 – 2                                                                  | Inghilterra                                                            | Amichevole                                                             | 1                                                                      | 46’                                                                    |
| 17-9-2021                                                              | Patrasso                                                               | Grecia                                                                 | 0 – 10                                                                 | Francia                                                                | Qual. Mondiali 2023                                                    | 3                                                                      | 58’                                                                    |
| 21-9-2021                                                              | Murska Sobota                                                          | Slovenia                                                               | 2 – 3                                                                  | Francia                                                                | Qual. Mondiali 2023                                                    | 2                                                                      |                                                                        |
| 22-10-2021                                                             | Créteil                                                                | Francia                                                                | 11 – 0                                                                 | Estonia                                                                | Qual. Mondiali 2023                                                    | 1                                                                      | 76’                                                                    |
| 26-10-2021                                                             | Nur-Sultan                                                             | Kazakistan                                                             | 0 – 5                                                                  | Francia                                                                | Qual. Mondiali 2023                                                    | 2                                                                      | 46’                                                                    |
| 26-11-2021                                                             | Vannes                                                                 | Francia                                                                | 6 – 0                                                                  | Kazakistan                                                             | Qual. Mondiali 2023                                                    | 1                                                                      | 46’                                                                    |
| 30-11-2021                                                             | Guingamp                                                               | Francia                                                                | 2 – 0                                                                  | Galles                                                                 | Qual. Mondiali 2023                                                    | -                                                                      |                                                                        |
| 16-2-2022                                                              | Le Havre                                                               | Francia                                                                | 5 – 0                                                                  | Finlandia                                                              | Amichevole                                                             | -                                                                      | 62’                                                                    |
| 19-2-2022                                                              | Caen                                                                   | Francia                                                                | 2 – 1                                                                  | Brasile                                                                | Amichevole                                                             | 2                                                                      |                                                                        |
| 22-2-2022                                                              | Le Havre                                                               | Francia                                                                | 3 – 1                                                                  | Paesi Bassi                                                            | Amichevole                                                             | 2                                                                      | 75’                                                                    |
| 8-4-2022                                                               | Swansea                                                                | Galles                                                                 | 1 – 2                                                                  | Francia                                                                | Qual. Mondiali 2023                                                    | 1                                                                      | 76’                                                                    |
| 12-4-2022                                                              | Le Mans                                                                | Francia                                                                | 1 – 0                                                                  | Slovenia                                                               | Qual. Mondiali 2023                                                    | -                                                                      | 78’                                                                    |
| 25-6-2022                                                              | Beauvais                                                               | Francia                                                                | 4 – 0                                                                  | Camerun                                                                | Amichevole                                                             | -                                                                      | 46’                                                                    |
| 1-7-2022                                                               | Orléans                                                                | Francia                                                                | 7 – 0                                                                  | Vietnam                                                                | Amichevole                                                             | 1                                                                      | 73’                                                                    |
| 10-7-2022                                                              | Rotherham                                                              | Francia                                                                | 5 – 1                                                                  | Italia                                                                 | Euro 2022 - 1º turno                                                   | 1                                                                      | 77’                                                                    |
| 14-7-2022                                                              | Rotherham                                                              | Francia                                                                | 2 – 1                                                                  | Belgio                                                                 | Euro 2022 - 1º turno                                                   | -                                                                      | 17’                                                                    |
| 5-4-2024                                                               | Metz                                                                   | Francia                                                                | 1 – 0                                                                  | Irlanda                                                                | Qual. Euro 2025                                                        | 1                                                                      |                                                                        |
| 9-4-2024                                                               | Göteborg                                                               | Svezia                                                                 | 0 – 1                                                                  | Francia                                                                | Qual. Euro 2025                                                        | -                                                                      | 62’                                                                    |
| 31-5-2024                                                              | Newcastle upon Tyne                                                    | Inghilterra                                                            | 1 – 2                                                                  | Francia                                                                | Qual. Euro 2025                                                        | 1                                                                      |                                                                        |
| 12-7-2024                                                              | Digione                                                                | Francia                                                                | 2 – 1                                                                  | Svezia                                                                 | Qual. Euro 2025                                                        | 1                                                                      | 76’                                                                    |
| 16-7-2024                                                              | Cork                                                                   | Irlanda                                                                | 3 – 1                                                                  | Francia                                                                | Qual. Euro 2025                                                        | -                                                                      | 81’                                                                    |
| 25-7-2024                                                              | Décines-Charpieu                                                       | Francia                                                                | 3 – 2                                                                  | Colombia                                                               | Olimpiadi 2024 - 1º turno                                              | 2                                                                      | 90+4’                                                                  |
| 28-7-2024                                                              | Saint-Étienne                                                          | Francia                                                                | 1 – 2                                                                  | Canada                                                                 | Olimpiadi 2024 - 1º turno                                              | 1                                                                      |                                                                        |
| 31-7-2024                                                              | Décines-Charpieu                                                       | Nuova Zelanda                                                          | 1 – 2                                                                  | Francia                                                                | Olimpiadi 2024 - 1º turno                                              | 2                                                                      | 63’                                                                    |
| 3-8-2024                                                               | Nantes                                                                 | Francia                                                                | 0 – 1                                                                  | Brasile                                                                | Olimpiadi 2024 - Quarti di finale                                      | -                                                                      | 28’                                                                    |
| 30-11-2024                                                             | Angers                                                                 | Francia                                                                | 2 – 1                                                                  | Nigeria                                                                | Amichevole                                                             | -                                                                      | 71’                                                                    |
| 3-12-2024                                                              | Nizza                                                                  | Francia                                                                | 2 – 4                                                                  | Spagna                                                                 | Amichevole                                                             | -                                                                      | 82’                                                                    |
| 21-2-2025                                                              | Tolosa                                                                 | Francia                                                                | 1 – 0                                                                  | Norvegia                                                               | UEFA Women's Nations League 2025 - 1º turno                            | 1                                                                      | 59’                                                                    |
| 25-2-2025                                                              | Le Mans                                                                | Francia                                                                | 3 – 2                                                                  | Islanda                                                                | UEFA Women's Nations League 2025 - 1º turno                            | 1                                                                      | 79’                                                                    |
| 4-4-2025                                                               | San Gallo                                                              | Svizzera                                                               | 0 – 2                                                                  | Francia                                                                | UEFA Women's Nations League 2025 - 1° turno                            | -                                                                      | 77’                                                                    |
| 8-4-2025                                                               | Oslo                                                                   | Norvegia                                                               | 0 – 2                                                                  | Francia                                                                | UEFA Women's Nations League 2025 - 1° turno                            | -                                                                      | 85’                                                                    |
| 30-5-2025                                                              | Tomblaine                                                              | Francia                                                                | 4 – 0                                                                  | Svizzera                                                               | UEFA Women's Nations League 2025 - 1° turno                            | -                                                                      | 61’                                                                    |
| 3-6-2025                                                               | Reykjavik                                                              | Islanda                                                                | 0 – 2                                                                  | Francia                                                                | UEFA Women's Nations League 2025 - 1° turno                            | -                                                                      | 81’                                                                    |
| 20-6-2025                                                              | Valenciennes                                                           | Francia                                                                | 5 – 0                                                                  | Belgio                                                                 | Amichevole                                                             | -                                                                      | 46’                                                                    |
| 27-6-2025                                                              | Grenoble                                                               | Francia                                                                | 3 – 2                                                                  | Brasile                                                                | Amichevole                                                             | 1                                                                      | 46’                                                                    |
| 5-7-2025                                                               | Zurigo                                                                 | Francia                                                                | 2 – 1                                                                  | Inghilterra                                                            | Euro 2025 - 1° turno                                                   | 1                                                                      | 62’                                                                    |
| 9-7-2025                                                               | San Gallo                                                              | Francia                                                                | 4 – 1                                                                  | Galles                                                                 | Euro 2025 - 1° turno                                                   | -                                                                      | 75’                                                                    |
| 13-7-2025                                                              | Basilea                                                                | Paesi Bassi                                                            | 2 – 5                                                                  | Francia                                                                | Euro 2025 - 1° turno                                                   | 1                                                                      | 70’                                                                    |
| 19-7-2025                                                              | Basilea                                                                | Francia                                                                | 1 – 1 dts (5 - 6 dtr)                                                  | Germania                                                               | Euro 2025 - Quarti di finale                                           | -                                                                      | 76’                                                                    |
| Totale                                                                 |                                                                        | Presenze                                                               | 55                                                                     |                                                                        | Reti                                                                   | 40                                                                     |                                                                        |

## Palmarès

### Club
- Coppa di Francia: 2

Paris Saint-Germain: 2017-2018, 2021-2022
- Campionato francese: 1

Paris Saint-Germain: 2020-2021

### Nazionale
- Campionato d'Europa under 19: 1

2016

### Individuale
- Capocannoniere del campionato francese: 3

2018-2019 (22 reti), 2019-2020 (16 reti), 2021-2022 (18 reti)
- Capocannoniere della Coppa di Francia: 1

2021-2022 (7 reti)
- UEFA Golden Player: 1

Campionato europeo femminile under 19 di calcio 2016